# باولو هنريكي (لاعب كرة قدم)
باولو هنريكي (بالبرتغالية: Paulo Henrique Rodrigues Cabral) هو لاعب كرة قدم برتغالي، ولد في 23 أكتوبر 1996 في Fenais da Luz ‏ في البرتغال. شارك مع منتخب البرتغال تحت 19 سنة لكرة القدم. أما مع النوادي، فقد لعب مع نادي باسوش دي فيريرا.

## وصلات خارجية
- باولو هنريكي على موقع قاعدة بيانات كرة القدم.إي يو (الإنجليزية)
- باولو هنريكي على موقع Soccerway.com (الإنجليزية)
- باولو هنريكي على موقع عالم كرة القدم.نت (الإنجليزية)
- باولو هنريكي على موقع أوليمبيديا (الإنجليزية)
- باولو هنريكي على موقع AS.com (الإسبانية)